# Microtatorchis compacta
Microtatorchis compacta là một loài thực vật có hoa trong họ Lan. Loài này được (Ames) Schltr. mô tả khoa học đầu tiên năm 1911.